# Alexandre Dubois-Descours

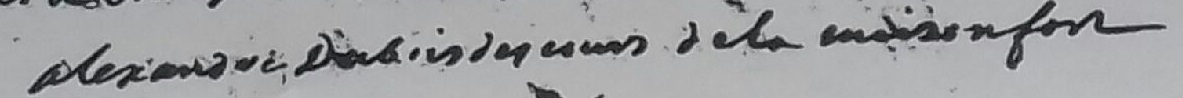
Signature sur l'acte de mariage avec Catherine Chicoyneau (1736).

Alexandre Dubois-Descours, baron puis marquis de La Maisonfort, né en 1680 et mort en 1754, est un officier de marine français, .
Son nom reste attaché au siège de Louisbourg (1745), capitale de l'établissement français de l'Île-Royale (aujourd'hui île du Cap-Breton). Durant cet épisode de la guerre de Succession d'Autriche, les forces coloniales de Nouvelle-Angleterre, aidées par la flotte britannique, assiègent et prennent le port canadien de Louisbourg. Alexandre de la Maisonfort, commandant du vaisseau le Vigilant, est envoyé sur place avec armes et munitions. Mais tombé dans une embuscade, il doit baisser pavillon, après huit heures de combat et de lourdes pertes, face à un adversaire supérieur en nombre. Un manque de combativité lui sera reproché. Toutefois, son dossier d'officier met en avant sa valeur et son zèle.
Sa longue carrière lui permet de côtoyer un grand nombre d'officiers de marine de la première moitié du XVIIIe siècle.
Il est le grand-père paternel du général et écrivain Louis Dubois-Descours, marquis de la Maisonfort. 

## Famille
Alexandre Dubois-Descours naît le 6 octobre 1680 à Alligny-Cosne. Il est fils de Gédéon Dubois-Descours et de Catherine Gillot. Baptisé le jour même, il a pour parrain Alexandre Gillot, écuyer, son oncle maternel, et pour marraine Marie de Longin (son arrière-grand-mère maternelle, épouse d'Alexandre Gillot « l'aîné »).

### Parents
- Gédéon III Dubois-Descours (ca 1648 - 9 avril 1688 à Bitry), baron de La Maison Fort, seigneur de Bitry, Arquian, Favières et autres lieux, est officier des gardes puis grand-maître de l'artillerie de France. Il a pour frère et sœur :
  - François, mort en 1729 ;
  - Hélène Geneviève, qui épouse en 1703 Paul Edmé de La Bussière.

- Catherine Gillot (ca 1662 - 21 octobre 1725 à Cosne-sur-Loire) est fille d'Alexandre Gillot, baron, seigneur d'Alligny (ca 1648 - 3 septembre 1690 à Alligny-Cosne) et de Geneviève Duval (morte le 2 février 1682 à Alligny-Cosne).

### Frères et sœurs
L'examen des registres paroissiaux d'Alligny-Cosne met en évidence l'existence de plusieurs frères et sœurs :
- Geneviève, baptisée le 26 décembre 1679 ;
- Charles, baptisé le 7 septembre 1681 et inhumé le 19 janvier 1684 ;
- Anne, baptisée le 17 mai 1683 et inhumée le 25 mai suivant ;
- Catherine, baptisée le 15 juillet 1685 ;
- François, baptisé le 1er décembre 1688 - fils posthume.

### Épouses
Le 3 mars 1707, Alexandre Dubois-Descours épouse en premières noces Anne-Marguerite Laurens-Renieri, d'origine vénitienne. Veuf le 30 novembre 1727, il se remarie le 24 janvier 1736 à Versailles (paroisse Notre-Dame) avec Catherine Chicoyneau (1712 - 1763), fille et petite-fille de Premiers médecins du roi par son père François Chicoyneau et son grand-père maternel Pierre Chirac.

### Enfants
De son union avec Catherine Chicoyneau, Alexandre Dubois-Descours a deux enfants :
- François Alexandre Philippe, né le 11 décembre 1738 à Versailles[8]. Marié le 28 février 1761 à Guipronvel (Finistère) avec Marie Gabrielle Charlotte Anne de Kergadiou. Lieutenant de vaisseau. Décédé le 7 mai 1784 à Cosne-sur-Loire[9] ;
- Marie (Madeleine) Françoise, née le 22 janvier 1747 à Versailles[10]. Épouse de Hyacinthe Joachim Antoine Xavier de Pascal, marquis de Saint-Félix. Décédée après 1817 dans les environs de Narbonne.

Dans ses Mémoires, Louis Dubois-Descours, fils de François Alexandre Phiippe, confie que son père fut « éloigné du monde, dès sa plus tendre enfance, par une mère [= Catherine Chicoyneau] qui ne l'aimait pas parce qu'elle avait porté toutes ses affections sur un enfant qu'elle faisait élever en secret ».

## Marquisat

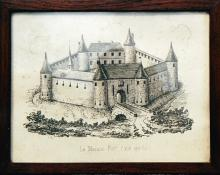
Le château de la Maisonfort à Bitry (Nièvre).

Par lettres patentes du 9 novembre 1743 signées de Louis XV, la baronnie de La Maisonfort, « scituée dans l'étendue de l'Election de Gien et composée des Paroisses d'Argenou, Bitry et Ciez et de plusieurs fiefs et domaines en dépendans avec droit de haute, moienne et basse justice (..., qui) forment ensemble une étendue et un revenue considérable », reçoit « le titre et dignité de  marquisat » comme « témoignage de l'e(s)time et de la distinction (que le Sieur Alexandre du Bois des Cours) mérite par sa naissance et son ancienne noblesse » et pour « reconnoitre par un titre d'honneur qui puisse passer a ses descendans les services qu'il a jusques icy rendus, et ceux qu'ont de même rendus ses ancestres dans les différens emplois militaires dont ils ont été honorés et dans toutes les occasions qu'ils ont eues de signaler leur valeur et leur attachement a la Gloire et aux interests de nôtre Etat ».
Ces lettres patentes sont enregistrées les :
- 10 février 1745 au Parlement de Paris ;
- 6 avril 1745 à la Chambre des comptes de Paris ;
- 1er septembre 1745 au Bureau des finances d'Orléans ;
- 30 mars 1746 à la Chambre des comptes de Nevers.

## Carrière militaire

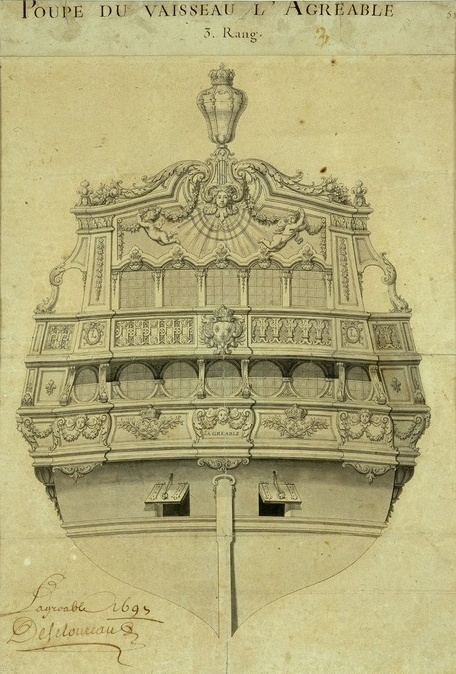
La poupe de l’Agréable, sur lequel Alexandre Dubois-Descours fait campagne aux Indes occidentales en 1700-1701. Dessin de Jean Bérain (1697).

Le dossier d'officier de marine d'Alexandre Dubois-Descours, conservé aux Archives nationales de France, permet de retracer toute sa carrière.
Le 25 mars 1696, il entre comme page au service du comte de Toulouse, amiral de France. Reçu garde-marine à Brest le 8 mars 1699 à 18 ans, il rejoint une expédition contre les corsaires de Salé (Maroc).  Il participa à la campagne aux Indes orientales sur l’Agréable du chevalier de Châteaumorant, qui avait pour mission secrète de rapporter une importante cargaison d'or et d'argent. Le bateau ayant été attaqué sur le chemin du retour, le trésor aurait été enterré sur l'île Bourbon, où il est toujours recherché aujourd'hui.
Après une autre campagne jusque Cuba, il est promu enseigne de vaisseau le 1er janvier 1703 à 22 ans, sert en Méditerranée puis de nouveau aux Indes orientales. En 1706, il participe au siège de Barcelone. L’année suivante, il est chargé d’escorter des galions espagnols de Cadix à La Havane et Veracruz. Cette mission, longue de presque quatre ans, est couronnée de succès.
En 1711, il participe sur l'Astrée, commandée par Duguay-Trouin, à la bataille victorieuse de Rio de Janeiro. 
Promu lieutenant de vaisseau le 20 novembre 1712 à 32 ans, il repart aux Indes orientales. De retour en 1716, il traverse une longue période d’inactivité due à la restriction des armements. Fait chevalier de Saint-Louis le 28 juin 1718, il sert sur terre à Brest jusqu’en 1727 avant d'embarquer pour la Méditerranée sur le Brillant.
Le 1er octobre 1731, il est promu capitaine de vaisseau à presque 51 ans.   Second sur le Fleuron en 1732, il effectue une campagne sur les bancs de Terre-Neuve, à Louisbourg, à Cadix puis le long des côtes d'Afrique, à la poursuite des corsaires de Salé.
De 1734 à 1744,  il sert comme second ou commandant sur plusieurs vaisseaux, dont la plupart font partie de l’escadre de Brest. En février 1744, il est capitaine du Content (60 canons) au sein de l'escadre du comte de Roquefeuil, lors de sa tentative d'invasion de la Grande-Bretagne.

### Siège de Louisbourg

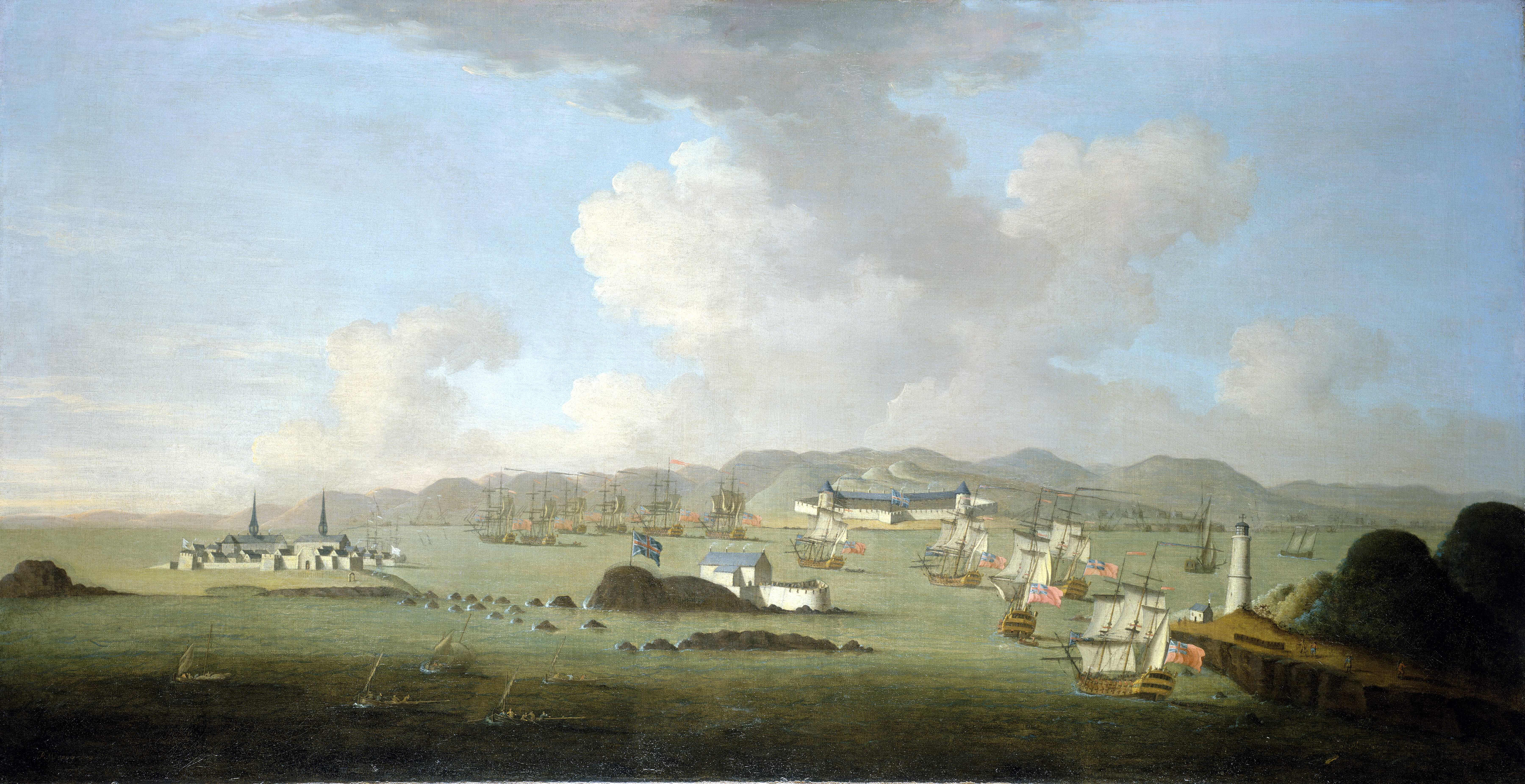
Le siège de Louisbourg en 1745.

En 1745, alors qu'il commande le Vigilant (64 canons, 480 hommes d'équipage et 6 officiers), il reçoit la mission de livrer munitions et approvisionnements au port canadien de Louisbourg, assiégé par des troupes anglaises que commande William Pepperrell.
Après 35 jours de navigation, il arrive sur place au mois de mai. Par une fin d'après-midi, il se lance à la poursuite de Pepperrell. Mais il se retrouve devant l’escadre anglaise du commodore Peter Warren. S'apercevant trop tard du piège, il tente de fuir. Pris pour cible par les cinq navires anglais, il essuie de nombreux tirs qui mettent en lambeaux ses mâts et ses voiles, causent 35 morts et 26 blessés. Il tente à nouveau de s'esquiver à la faveur la nuit. Mais rattrapé le lendemain matin, il doit se rendre. Fait prisonnier, il ne rentre en France que dix mois plus tard, en mars 1746.
Sept ans plus tard, en sollicitant sa mise à la retraite, il affirmera avoir eu « le malheur d'etre fait prisonnier ; ce combat fut soutenu contre des forces bien superieures à celles du vaisseau qu'il montoit et il s'est rendu qu’à la dernière extrémité après avoir perdu beaucoup de monde et hors d’etat de se défendre ». D’autres relations lui sont moins favorables. Au ministère de la Marine, on lui reprochera de s'être laissé détourner de sa mission et d'avoir insuffisamment combattu. La perte du Vigilant aura une double conséquence : matérielle en ce qu’elle prive les défenseurs de Louisbourg des secours qu’on leur envoyait ; psychologique car elle consacre la suprématie navale de l’Angleterre. Cependant, son dossier d'officier conclut que « tous les plants qu'il a levez dans tous les Ports et Rades ou il a relachés, les Journeaux et Relations qu'il a envoyé tant a Monseigneur le Comte de Toulouse qu'au Ministre sont des preuves de sa capacité et de son aplication au service ».

### État de services
Un mémoire autographe d'Alexandre Dubois-Descours, conservé dans son dossier d'officier de marine , fournit un état de services détaillé :
- 1699 : campagne au large du Maroc sur la Naïade, commandée par Monsieur de Fricambaut, dans l'escadre de Monsieur Derlingues ;
- 1700-1701 : campagne aux Indes orientales sur l' Agréable, commandé par le chevalier de Châteaumorand ;
- 1702 : campagnes :
  - de Saint-Paul d'Ostende à Saint-Domingue et à La Havane, commandée par le chevalier d'Ailly,
  - de Cuba à Vigo (bataille de Vigo), avec l'escadre de Monsieur de Châteaurenaud ;
- 1703 : campagne en rade de Toulon sur le Foudroyant, commandé par Monsieur Lamiral ;
- 1704-1705 : campagne aux Indes orientales sur la Mutine, commandée par Monsieur du Dresnay[22] - aide à prendre un vaisseau marchand anglais, 2 vaisseaux de guerre portugais et un vaisseau hollandais, le Phénix  ;
- 1706 : siège de Barcelone sur le Parfait et le Triomphant, commandés par Monsieur Lamiral ;
- 1707-1710 : campagne aller et retour de Cadix à La Havane et Veracruz - aide à prendre 6 vaisseaux marchands anglais ;
- 1712-1716 : campagne à Cadix, en Méditerranée, au cap de Bonne-Espérance, à Madagascar, sur le Gange, à Pondichéry, à l'Île de Bourbon (La Réunion), au Brésil et en Martinique sur le Mercure, commandé par Monsieur Guimont-Ducoudray[23];
- 1727 : campagne à Cadix, en Méditerranée, à Alger et au large de l'Espagne sur le Brillant, commandé par Monsieur de Gouyon[24], dans l'escadre du marquis d'O ;
- 1732 : campagne à Terre-Neuve, à Louisbourg, à Cadix et au large du Maroc sur le Fleuron[25], commandé par Monsieur de Gouyon - est capitaine en second ;
- 1734-1735 : campagne en rade de Brest sur le Lys, commandé par Monsieur de Rocfeuille - est capitaine en second ;
- 1740-1741 : campagne en Martinique sur l' Elizabeth, commandé par Monsieur de Nesmon - aide à sauver le vaisseau du naufrage causé par un « houragant effroyable » ;
- 1743 : campagne au large de l'Angleterre et dans la Manche, sur la Parfaite - est commandant dans deux escadres de Messieurs de Baraille et de Rocfeuille ;
- 1744 : campagne sur l' Éclatant, dans l'escadre de Monsieur de Cammilly - est commandant ;
- 1745 : campagne à Louisbourg sur le Vigilant - est commandant et se défend pendant huit heures contre 5 navires anglais, qui le font prisonnier et l'emmènent à Londres ;
- 1746 : à son retour de captivité, demande en vain un nouveau commandement « avec de grandes instances » ;
- 1747-1748 : commande les batteries du Conquet en prévention d'attaques anglaises.

## Fin de vie
Malgré ses demandes instantes, il ne reçoit plus aucun commandement. On l'affecte à la surveillance côtière de la pointe bretonne, pour prévenir d'éventuelles attaques anglaises.
En juillet 1752, il demande « la permission de se retirer ». Après 53 ans et demi de services comprenant 16 campagnes dont deux aux Indes orientales (l'une de trois ans, l'autre de trois ans et demi), ayant « essuyé deux combats », il met en avant que « son grand âge ne luy permet plus d'espérer de pouvoir rendre des services bien essentiels au Roy ». Il sollicite la « grâce (...) de ses appointements et des provisions de chef d'escadre ». On lui accorde une pension de 3 000 livres, payable « sur les invalides ».
Il jouit peu de sa retraite. Il décède à Bitry, au château de la Maisonfort, le 7 octobre 1754, lendemain de son 74e anniversaire. Sa mort semble subite car l'acte de sépulture précise qu'il est « décédé (...) sans avoir pu recevoir les sacremens de l'Eglise ». Il est inhumé le 8 dans l'église paroissiale, en présence de plusieurs ecclésiastiques locaux, « dans le caveau des Seigneurs qui est sous la chappelle de la Ste Vierge ».

### Sources et bibliographie
- Étienne Taillemite, Dictionnaire des marins français, Paris, éditions Tallandier, 2002, 573 p. (ISBN 2-84734-008-4)
- Rémi Monaque, Une histoire de la marine de guerre française, Paris, éditions Perrin, 2016, 526 p. (ISBN 978-2-262-03715-4)
- Michel Vergé-Franceschi (dir.), Dictionnaire d'histoire maritime, Paris, éditions Robert Laffont, coll. « Bouquins », 2002, 1508 p. (ISBN 2-221-08751-8 et 2-221-09744-0, BNF 38825325)
- Michel Vergé-Franceschi, La Marine française au XVIIIe siècle : guerres, administration, exploration, Paris, SEDES, coll. « Regards sur l'histoire », 1996, 451 p. (ISBN 2-7181-9503-7)
- Onésime Troude, Batailles navales de la France, t. 1, Paris, Challamel aîné, 1867-1868, 453 p. (lire en ligne)
- Georges Lacour-Gayet, La Marine militaire de la France sous le règne de Louis XV, Honoré Champion éditeur, 1910 (1re éd. 1902) (lire en ligne)